# Brad Meltzer
Brad Meltzer (1º aprile 1970) è uno scrittore e fumettista statunitense.

## Biografia
Cresciuto tra Brooklyn e Miami, Brad Meltzer si è laureato alla University of Michigan and Columbia Law School
.
Il suo primo romanzo, Il decimo giudice (The Tenth Justice), divenne un best seller, a cui seguirono i successivi libri con le quali Meltzer ha scalato le classifiche di vendita, venendo tradotto in più di dodici lingue.
Meltzer è comparso, nel ruolo di sé stesso, nel film Celebrity (1998), diretto da Woody Allen.
Il libro del 2001 Il primo consigliere (The First Counsel) vede tra i personaggi la figlia del Presidente degli Stati Uniti: per realizzarlo, Meltzer approfittò della sua esperienza alla Casa Bianca, in quanto ghostwriter di Bill Clinton. Per il romanzo del 2011 the Inner Circle invece l'ex Presidente George H. W. Bush ha inviato a Meltzer la tradizionale lettera, solitamente segreta, lasciata da Bush al successore Clinton.

### Vita privata
Meltzer vive nel Maryland con la moglie Cori, avvocato.

## Opere

### Romanzi
- Il decimo giudice (The Tenth Justice), 1998
- Ricatto incrociato (Dead Even), 1999
- Il primo consigliere (The First Counsel), 2001
- I milionari (The Millionaires), 2002
- A rischio zero (The Zero Game), 2005
- Il libro del fato (The Book of Fate), 2006
- L'arma di Caino  (The Book of Lies), 2008
- L'Archivio Proibito (The Inner Circle), 2012
- Il quinto assassino (The Fifth Assassin), 2014
- Sfida al potere (The President's Shadow), 2016
- L'artista della fuga (The Escape Artist), 2018

### Fumetti
- Freccia Verde (Green Arrow) nn. 16-21, DC Comics, ottobre 2002 - aprile 2003
- Superman/Batman n. 26, DC Comics, 2003
- Crisi d'identità (Identity Crisis), DC Comics, 2004 - miniserie
- Justice League of America, nn. 0-13, DC Comics, 2006
- DC Universe: Last Will and Testament, n. 1, DC Comics, ottobre 2008

### Serie televisive
- Jack & Bobby, The WB Television Network, 2004-2005 - ideatore